# Аргусто
Аргусто (итал. Argusto) је насеље у Италији у округу Катанцаро, региону Калабрија.
Према процени из 2011. у насељу је живело 392 становника. Насеље се налази на надморској висини од 535 м.

## Становништво
Према резултатима пописа становништва 2011. у општини је живело 529 становника.
| 1931. | 1936. | 1951. | 1961. | 1971. | 1981. | 1991. | 2001. | 2011. |
| ----- | ----- | ----- | ----- | ----- | ----- | ----- | ----- | ----- |
| 924   | 882   | 940   | 921   | 744   | 627   | 613   | 568   | 529   |